# Мавзолей Девона-бува
Мавзолей Девона-бува (узб. Devona buva maqbarasi) — памятник архитектуры, расположенный в посёлке Файзиобод Уйчинского района Наманганской области Узбекистана. Мавзолей построен в XVIII веке.

## История
Мавзолей Девона-бува был построен в промежутке от 1725 до 1750 года. Мавзолей построен на могиле человека, известного как Абдурахман Ходжи, который родился в Ташкенте и жил в посёлке Файзиобод. Он был едва ли не единственным грамотным человеком, учил детей читать и писать, занимался врачеванием, разбирался в травах и снадобьях. В народе его прозвали «Девона-бува» (в переводе с узбекского «юродивый дедушка»), так как когда он пришёл в посёлок он был в лохмотьях. Он путешествовал по территории Центральной Азии. В районе нынешнего Папа он встретил странника-дервиша, и они шли дальше вместе. По пути им встретился полноводный арык, его спутник свалился в воду и промок до нитки, и парень заставил его надеть свою одежду, а взамен взял его лохмотья.
В советское время председатель местного колхоза построил административное здание и другие постройки, чтобы они заслоняли мавзолей. Таким образом мавзолей хорошо сохранился до наших дней и не пострадал в советское время. В 1979 году жители по инициативе учителя школы № 27 Зиёвиддина Ходжаева провели косметическую реставрацию мавзолея.
В 2020 году проводили реставрацию мавзолей, но она прошла плохо и безграмотно.

## Описание
Мавзолей имеет форму квадрата, размером 18,8х18,8 метра. Он окружен толстой стеной. Комплекс состоит из главного зала, место погребения и портала. По обе стороны от входа расположены платформы. Мавзолей имеет остроконечный купол размером 10,6х8,6 метра. Комплекс построен из обожженного кирпича. Купол святыни помещен на звездообразное основание. Свет проникает в главный зал через отверстия в основании. Внутри помещение оштукатурено. Деревянная дверь украшена искусной резьбой.